# Cardiocrinum cordatum
Espèce
Classification phylogénétique
Le Cardiocrinum cordatum est une plante herbacée bulbeuse aux larges feuilles, originaire des sous-bois d'Asie orientale tempérée (zone 7). cette plante monocarpique peut atteindre avec sa hampe florale jusqu'à 1,80 m lors de sa dernière année. Ses fleurs hermaphrodites sont pollinisées par les insectes. Le bulbes et les feuilles sont comestibles. Les jeunes feuilles sont consommées au Japon.